# Fjodor Iwanowitsch Busse
Fjodor (Friedrich) Iwanowitsch Busse (russisch Фёдор (Фридрих) Иванович Буссе; * 1794 in St. Petersburg; † 15. Dezemberjul. / 27. Dezember 1859greg.) war ein russischer Mathematiker und Pädagoge.

## Leben
Busse, Sohn des preußischen lutherischen Pastors Johann Heinrich Busse, besuchte das St. Petersburger Gouvernementsgymnasium mit Abschluss 1811 und studierte dann am St. Petersburger Pädagogik-Institut, in dem Lehrer hauptsächlich für Gymnasien ausgebildet wurden. Im letzten Studienjahr konzentrierte er sich auf Mathematik.
Nach dem Studienabschluss 1814 wurde Busse 1816 von dem Kurator der St. Petersburger Wissenschaftsregion und künftigen Volksbildungsminister Sergei Uwarow ins Ausland geschickt, um das Lancaster-System, auch als Methode des gegenseitigen Unterrichtens bekannt, kennenzulernen. In London besuchte er die zentrale Schule Andrew Bells und studierte die Methode, worauf er ein entsprechendes Diplom erhielt. Dann reiste er in die Schweiz und besuchte Pestalozzis Institut in Yverdon-les-Bains, wo eine Methode des Elementarunterrichts entwickelt wurde.
Nach seiner Rückkehr unterrichtete Busse Mathematik ab 1819 am St. Petersburger Lehrer-Institut, das 1823 das 3. St. Petersburger Gymnasium wurde. 1829 wurde er als Adjunkt anerkannt. Als im selben Jahr in St. Petersburg das Pädagogik-Hauptinstitut eröffnet wurde, lehrte er dort Mathematik und wurde Michail Ostrogradskis Assistent. Am Gymnasium wurde Busse Inspektor und 1838 Direktor. Sein Bruder Franz Iwanowitsch Busse unterrichtete am Gymnasium Russische Sprache und Literatur.
1838 wurde Busses Sohn Fjodor geboren.
Als 1846 eine Neuaufteilung des Mathematikunterrichts vorgeschlagen wurde, erstellte Busse einen ersten exemplarischen Lehrplan für Mathematik, der dann für alle russischen Gymnasien galt.
In den 1850er Jahren war Busse Mitglied des Wissenschaftskomitees für mathematische Wissenschaften des Volksbildungsministeriums. Er war Wirklicher Staatsrat (4. Rangklasse).
Busse starb am 27. Dezember 1859 und wurde in St. Petersburg auf dem lutherischen Teil des Smolensker Friedhofs begraben.